# Hrabstwo Story

Piramida wieku hrabstwa

Hrabstwo Story – hrabstwo położone w USA w stanie Iowa z siedzibą w mieście Nevada.
Nazwa hrabstwa pochodzi od nazwiska Josepha Story, wieloletniego sędziego Sądu Najwyższego Stanów Zjednoczonych.

## Miasta i miejscowości
- Ames
- Cambridge
- Collins
- Colo
- Gilbert
- Huxley
- Kelley
- Maxwell
- McCallsburg
- Nevada
- Roland
- Sheldahl
- Slater
- Story City
- Zearing

## Drogi główne
- Interstate 35
- U.S. Highway 30
- U.S. Highway 65
- U.S. Highway 69
- Iowa Highway 210

## Sąsiednie hrabstwa
- Hrabstwo Hamilton
- Hrabstwo Hardin
- Hrabstwo Marshall
- Hrabstwo Jasper
- Hrabstwo Polk
- Hrabstwo Boone